# Функції речення
У лінгвістиці, функція речення стосується мети мовця у вимові конкретного речення, фрази чи звороту.  Іноді, не має значення, присутній слухач чи ні. Має значення, те чому це було сказано? У світових мовах включають чотири основні функції речень: розповідне, питальне, спонукальне та вигук. Вони співвідносяться як речення, запитання, вигук та наказ.  Зазвичай, речення переходить від однієї функції до іншої через поєднання змін порядку слів, інтонації, додавання певних допоміжних дієслів, часток чи інших часів шляхом надання спеціальної словесної форми. Чотири основні категорії, можна в подальшому, виокремити у дві комунікативну або інформативну.

## Відмінність комунікативної та інформативної функції
Хоча спілкування традиційно визначається як передача інформації, ці два терміни в даному контексті розрізняються наступним чином:

### Комунікативне речення
Ці типи речення більше призначені для мовця, ніж для будь-якого потенційного слухача. Вони призначені більше для безпосередніх бажань і потреб мовця. Ці речення, як правило, менш націлені (наприклад, через розчарування), в цілому, більш буквальні, більш примітивні і зазвичай використовуються «тут і зараз». Через ці особливості передбачається, що це в значній мірі основа або обмеження будь-якої форми спілкування з тваринами. (Передбачається, що вчені ніколи не зможуть по-справжньому зрозуміти нелюдські форми спілкування, як ми самі; хоча дослідження з «мовцями» приматами до деякої міри пояснили нам.)

### Окличне речення
Речення з використанням знаку оклику, і висловлює сильні емоції. Вони в більшості показують себе як мимовільні реакції на ситуацію, але технічно вони можуть бути пропущені в разі потреби. І хоча знак оклику  найчастіше проявляється у вигляді одного або двох вигуків, вони також можуть виступати основними пропозиціями. По суті, це нефільтровані вокалізації наших почуттів і форма розмови з самим собою, тому що вони спрямовані або на того, хто говорить, або ні на кого конкретно. У пунктуації окличне речення закінчується знаком оклику.
Ой!
Я ніколи не закінчу цю статтю вчасно!

### Наказове речення або імператив
Наказове речення буває чим завгодно —  від наказу чи розпорядження, до запиту чи вказівки. Вказівні речення є більш навмисними, ніж окличні, і вимагають аудиторії; оскільки їх мета полягає в тому, щоб домогтися того, хто (люди) звертаються або робити щось, або не робити щось. І хоча ця функція зазвичай стосується безпосередньої тимчасової близькості, її сфера може бути розширена, тобто ви можете наказати комусь переїхати, як тільки знайдете собі роботу. Негативне наказове речення також можна назвати заборонним і включно множинним імперативом, прохібітив. Дієслова наказового способу не мають форм часу, але вони змінюються за особами в однині і множині. В однині вони мають форму 2-ї особи, а в множині — 1-ї і 2-ї. Імператив 1-ї особи множини можуть виділяти в окрему категорію — гортатив. Дискусійно, чи імператив справді можливий лише 2-ї особи. Можна сказати, що голосовий відмінок іменників вказує також на імператив, оскільки він не шукає інформації, а швидше реакції того, кого звертається. Імператив може закінчитися або крапкою, або знаком оклику, залежно від мети.
Подивись на мене.
Після відділення білків від жовтків збийте їх, поки вони не стануть легкими і пінистими.

### Інформативне речення
Інформативні речення більше призначені для взаємної вигоди як слухача, так і мовця, і, фактично, вимагають більшої взаємодії між обома сторонами. Вони є більш навмисними, менш важливими, більш кооперативними, і вони прагнуть або надавати, або витягувати інформацію, роблячи їх найбільш суттєвими абстракціями. Але, мабуть, саме відмінна якість, яке відрізняє інформативні речення від комунікативних, полягає в тому, що перші більш природно і вільно використовують зміщення. Зміщення відноситься до інформації, втраченої в часі і просторі, яка дозволяє нам передавати ідеї, які стосуються минулого або майбутнього (а не тільки до теперішнього), які сталися або можуть мати місце в окремому місці (звідси). В якійсь мірі це одне з найбільших відмінностей між людським спілкуванням і тваринним.

### Розповідне речення
Розповідне речення є найбільш поширеним типом речення в мові, в більшості ситуацій, і в деякому сенсі може вважатися функцією речення за замовчуванням. По суті, це означає, що коли мова змінює речення, щоб сформувати питання або дати команду, базова форма завжди буде розповідною. В основному сенсі декларативне виклад ідеї (об'єктивно чи суб'єктивно з боку мовця, і може бути як істинним, так і хибним) для чистої мети передачі інформації. У письмовій формі речення закінчується крапкою.
Троянди червоні, а фіалки сині.
Вона, мабуть, збожеволіла.

### Питальне речення
Питальне речення задає питання і, отже, закінчується знаком питання. У промові це майже повсюдно закінчується зростаючою інтонацією. Його спроба полягає в тому, щоб спробувати зібрати інформацію, яка в даний час невідома, або спробувати отримати підтвердження для упередженого ставлення. Крім пошуку підтвердження або протиріччя, іноді запитуються також  для схвалення або дозвіл, крім інших причин, які можуть виникнути для постановки питання. Єдиний виняток, в якому не потрібна інформація, —  це коли питання виявляється риторичним (див. Розділ «Все функціональні аспекти» нижче). У той час як імператив — це заклик до дії, питання —  це заклик до інформації.
Чого ти хочеш?
Ти добре себе почуваєш?

### Розповідне чи стверджувальне речення
Розповідне речення  не має вважатися синонімом стверджувального. Це пов'язано з тим, що хоча розповідне речення може містити факти (враховуючи, що мовець не бреше свідомо), воно також може виражати щось, що не відповідає дійсності. Інформація, яку хтось надає, незалежно від того, чи є вона правдою чи ні, насправді є вірною або помилковою для цього мовця. Отже, розповідне речення може бути як стверджувальним, так і запечечним, і ми можемо сказати, що Джоанна спізнюється, а Джоанна не запізнюється, обидва технічно кваліфікуються як розповідні речення. Розповідне речення відноситься до функції або призначенням речення, в той час як стверджувальне і заперечне мають відношення до достовірності або граматичної полярності речення, тому різні терміни можуть накладатися одночасно.

## Решту функціональних аспектів
Є багато випадків, коли речення може бути граматично сформовано як одна функція, але в реальному виконанні може служити абсолютно іншим цілям, ніж передбачалося тим, як воно було побудовано; отже, повністю функціональний, щоб означати «служіння іншої мети, ніж спочатку передбачалося». Або, іншими словами, процес прагматики дуже тонко, але однозначно має на увазі, що його функція повинна бути змінена на іншу, щоб пропозиція мала сенс в цьому контексті розмови.
Класичним прикладом буде «питання»: не могли б ви передати сіль?
У наведеному вище реченні, хоча воно граматично структуроване як питання, цілком можна зробити висновок, що мовець не цікавиться, чи здатна людина, до якого він звертається, фізично передати сіль за обіднім столом чи ні. Спікер дійсно хоче отримати сіль. Це запит або заклик до дії, а не до інформації, що робить пропозицію повністю функціональним (зверніть увагу, що додавання слова типу «будь ласка» в кінці, як правило, прояснює це питання, і коли воно задається як питання, цей запит сприймається як більш ввічливий, ніж якби це було просто в природному імперативі). Отже, те, що спочатку може звучати як питальне речення при первісної доставці, слухач повинен майже негайно переосмислити як імператив і відповісти відповідним чином.
Інші приклади включають в себе;
Знак запитання (питальна структура з питальною функцією): Чому це продовжує відбуватися зі мною?
Я міг би вимовити цю фразу тільки для того, щоб висловити своє розчарування вокально.
Розповідний імператив (розповідна структура з імперативною функцією): я б відчував себе більш комфортно, якби ви пристебнули ремінь безпеки.
Якщо я говорю це вам, я закликаю вас пристебнутися.
Цей список можна продовжити, і фактично всі 12 комбінацій між кожною з чотирьох функцій і їх трьома іншими аналогами повинні бути теоретично можливі.
Ще один важливий момент, який слід відзначити, полягає в тому, що функціональність речення повністю залежить від мови щодо того, як воно диференціює функцію. Щоб проілюструвати це, ми можемо поглянути на англійську і узагальнити, що імперативні речення, коли вони стверджувальні, мають тенденцію починатися з дієслова, тоді як розповідні речення, які є прозовими, майже завжди починаються з предмета (це тому, що в імперативі мається на увазі суб'єкт або, очевидно, безпомилково, оскільки мова йде про самого суб'єкта). Все це, беручи до уваги, ми можемо більш чітко зрозуміти, чому така заява, як, ви не йдете в цей бар. (я забороняю це), буде кваліфікуватися як повністю функціональний.

## Інші функції
Дж. Л. Остін вивчав речення, які мають «Переконливу силу», наприклад, «Я обіцяю», «Я попереджаю», «Я прощаю» або «Я йду у відставку». Такі висловлювання не вписуються легко ні в одну з традиційних функцій речення, описаних вище.